# Campocavallo
Campocavallo è una frazione del comune di Osimo, in provincia di Ancona.

## Geografia fisica
La frazione di Campocavallo dista 3 km verso sud dal centro abitato di Osimo, città al cui territorio comunale essa appartiene.
Sorge nella vallata del fiume Musone, corso d'acqua che scorre a sud di essa e che crea attorno a sé un'area relativamente pianeggiante rispetto a quella su cui poggia il centro urbano di Osimo, in posizione più elevata. Nei pressi di Campocavallo il torrente Fiumicello si immette nel fiume Musone.

## Monumenti e luoghi d'interesse
Un luogo di valore religioso e artistico è il Santuario della Beata Vergine Addolorata di Campocavallo, che col suo edificio e col campanile, domina la frazione. Esso fu edificato fra il 1892-1905 per volere del presbitero osimano don Giovanni Sorbellini in seguito ad un prodigio miracoloso di un'immagine sacra della Vergine Addolorata che mosse gli occhi, questo prodigio andò ripetendosi per dieci anni consecutivi.

## Fauna e flora
Nella zona verde della confluenza Fiumicello-Musone non è difficile avvistare lungo le sponde dei fiumi aironi del tipo cenerino, che nidificano nell'abbondante vegetazione del posto. Inoltre è possibile avvistare volatili più comuni come l'upupa, rapaci come la poiana e più raramente mammiferi di dimensioni medio-piccole come il tasso o la faina.

## Manifestazioni, fede e folklore
- Fin dal 1939 a Campocavallo si rievoca la sentita tradizione della Festa del Covo, molto conosciuta anche a livello regionale. Ogni anno viene realizzato un covo, cioè una costruzione fatta completamente di spighe di grano intrecciate, che viene portato in processione nella prima domenica di agosto. Per ogni edizione viene creato un covo differente, che rappresenta sempre immagini legate alla religione (chiese, santuari, ecc).
- Dal 2008 al 2021 nel Santuario della Madonna Addolorata è stata celebrata la Missa Tridentina, cioè la Santa Messa tradizionale di rito latino. [1][2][3][4]

- Tutti gli anni verso la metà di luglio a Campocavallo si organizza La Sagra degli Spaghetti.
- Dal 2009, il primo fine settimana di settembre, l'associazione Festa della Birra Campocavallo, organizza la festa della birra bavarese che sta riscuotendo gran successo anno dopo anno. Le ben 8 tipologie di birre alla spina e a caduta provengono dal birrificio artigianale Müllerbräu di Neuötting. La cucina comprende specialità locali e soprattutto pietanze bavaresi come Spatzle, Bretzel, Wurstel, Crauti e molte altre. Di grande interesse la zona "biergarten" dove c'è il servizio a tavola su prenotazione, i giochi popolari e la musica proposta da tribute band di livello internazionale.[senza fonte]

## Sport
A sud della frazione, presso la confluenza del torrente Fiumicello con il fiume Musone, vi è una pista ciclabile di tipo ciclopedonale che corre lungo Via Settefinestre.
La frazione ha una squadra di calcio a 5, la ASD Campocavallo, che ha militato nelle categorie D, C2 e C1 regionali. Attualmente è attivo solo il settore giovanile under19.